# 宮田愛子
宮田 愛子（みやた あいこ、1982年4月14日 - ）は、日本のフリーアナウンサー。ジョイスタッフ所属。

## 略歴
北海道札幌市出身。札幌市立宮の森小学校・宮の森中学校、北海道札幌西高等学校、藤女子大学卒業。STVカレッジ「アナウンサー・リポーター」育成コース出身。
大学を卒業後、2005年に札幌テレビ放送 (STV) に入社。同期の寺田礼子、藤本晶子、藤井孝太郎とともに、同局のアナウンサーになる。
2016年1月までアナウンス部に所属していたが、同年1月29日に『どさんこワイドひる』内で放送の『ほっかいどう情熱市場』で、それまで担当していた「情熱ハンター」を卒業することを発表。同年2月の人事で報道記者になる。
結婚を期に2017年3月31日をもって札幌テレビを退社し、北海道をはなれフリーに転身。転身後は岩手県での「5きげんテレビ」やCM出演を経て、東京都に在住している。2018年には第1子を出産。
2020年4月、テレビ埼玉（テレ玉）アナウンサーに就任。主に週末の報道番組を担当していた。2021年6月25日に自身のブログで、第2子を妊娠し産休に入ることを公表。出産は同年秋ごろの予定で、この間、宮田が出演している番組は、ジョイスタッフ所属の荻野仁美が代理で担当するとしていた。同年11月1日に自身のブログで、10月23日に第2子を出産したことを明らかにした。
2024年5月にはIT企業「Faber Company」のIR広報に就任、引き続きジョイスタッフ所属でフリーアナウンサーも行う一方北海道のアナウンサー事務所「ヴォイス」と業務提携を結んだ。

## 人物
身長162.5cm。札幌テレビ入社時には160.6cmと公表していた。血液型A型。ニックネームは福永俊介が命名したラブ子。
父親は、札幌でジャズ・バー「GERSHWIN」（ガーシュイン）を経営。母親の宮田あやこ（北見市出身）は、かつてEPIC・ソニー（現：エピックレコードジャパン）からレコードを発表したことがある歌手。

## 担当番組

### 過去
テレビ番組
- どさんこワイド（札幌テレビ、2005年6月13日）
- アナ斬りっ（札幌テレビ、2005年6月23日）
- おしえて!北のなるほ堂（札幌テレビ、2005年9月11日）
- 朝6生ワイド（札幌テレビ） - 「水曜とっておき！」のコーナー担当（2005年9月14日）、中継担当（2005年9月15日）、「絶品！とりよせ隊!!」のコーナー担当（2005年10月26日）、コーナー担当（2006年4月 - 9月29日）、木曜・金曜担当（2008年10月9日 - 2011年3月25日）
- What's New?+Cute（札幌テレビ）
- きらきらベスト（札幌テレビ）
- なまおん（札幌テレビ）
- ハッピーおとどけ隊（札幌テレビ）
- S・パフェ（札幌テレビ）
- STVニュースD（札幌テレビ）
- ほっかいどう情熱市場（札幌テレビ） - 情熱ハンター
- 5きげんテレビ（テレビ岩手） - リポーター（2017年5月 - ）
- ニュース545（2020年4月3日〜2021年4月2日、金曜キャスター）
- ニュース930plus（2020年4月3日〜2021年6月、金曜キャスター）
- ウィークエンドニュース サタデー・サンデー（2020年4月4日〜2022年3月、キャスター）

ラジオ番組
- 島本和彦のマンガチックにいこう!（STVラジオ） - アシスタントの代理出演（2005年12月3日 - 2006年1月28日）
- スーパーヒットチャートなまらん（STVラジオ） - 近藤麻智子の代理出演（2006年1月16日 - 1月19日）
- ヒートアップミュージック（STVラジオ）
- オハヨー!ほっかいどう（STVラジオ）
- オハヨー!土曜日（STVラジオ）
- アイヌ語ラジオ講座（STVラジオ）
- スポーツ＆ミュージック マッスルナイト（STVラジオ）

### その他
- 次世代成分NMNは「老化制御」にどう働くのか！？研究者が語る(インタビュアー、日清製粉グループ 公式YouTube)[15][16][17]
- 政府主催 国際シンポジウム〜グローバルな課題としての拉致問題の解決に向けた国際連携〜(司会、2022年12月10日 東京・内幸町イイノホール)[18][19][20]
- 北朝鮮による拉致問題を考える―日本の拉致被害者御家族の訴え―(日本語吹き替え版ナレーション)[21][22]
- 日米豪韓国政府及びEU共催「拉致問題に関するオンライン国連シンポジウム」(総合司会)[23][24][25]